# Jalila al-Salman
Jalila Mohammed Ridha al-Salman (arabe : جليلة محمد رضا السلمان), née en 1965, est une enseignante bahreïnienne et vice-présidente de l'Association des enseignants de Bahreïn. En raison de son rôle dans le soulèvement bahreïnien, elle est arrêtée pendant 149 jours, aurait été torturée avant d'être condamnée à 3 ans de prison. Le 21 septembre 2012, sa peine est réduite à six mois d'emprisonnement par une cour d'appel.

## Biographie
Jalila al-Salman travaille comme éducatrice pendant 25 ans. Selon Human Rights First, elle travaille à la réforme du système éducatif de Bahreïn et, par conséquent, « a fait face à de nombreuses menaces et n'a pas été retenue pour une promotion ». Au moment de son emprisonnement, elle est vice-présidente de l'Association des enseignants de Bahreïn (BTA).

## Rôle dans le soulèvement bahreïnien
En février 2011, des manifestations à grande échelle en faveur de la démocratie débutent à Bahreïn dans le cadre du Printemps arabe international. Al-Salman organise activement des grèves de soutien des enseignants en février et mars. Le 20 février, la BTA appelle à une grève de trois jours pour exiger des réformes du système éducatif de Bahreïn et pour protester contre les assassinats et la répression des manifestations, parmi lesquels les étudiants représentent un pourcentage élevé. Plus de cinq mille enseignants participent à la grève. Lorsque la loi martiale est imposée le 16 mars, la BTA appelle à une nouvelle grève, d'une durée de dix jours. Le 16 octobre, elle participe à un colloque organisé par Al Wefaq, le principal parti d'opposition de Bahreïn, demandant aux enseignants d'élever la voix et de parler des violations qu'ils ont subies « comme des médecins ».

### Arrestation
Le 29 mars, plus de deux douzaines d'agents de sécurité cagoulés, armés de mitrailleuses et de matraques, font irruption dans la maison d'al-Salman après minuit et l'arrêtent devant sa famille, dont ses trois enfants, alors qu'elle porte sa chemise de nuit. « Ils m'ont tiré par le cou, les armes pointées sur ma tête et m'ont demandé de ne pas avoir peur, car c'étaient des policiers », déclare t-elle. Selon sa famille, al-Salman est torturée en prison. Elle déclare avoir été agressée verbalement et physiquement par les forces de sécurité qui l'ont arrêtée : « Ils m'ont frappée et m'ont insultée d'horribles noms. Des noms que je ne peux pas me résoudre à répéter »,.
Selon al-Salman, au cours de la première semaine, elle est emmenée à la Direction des enquêtes criminelles (CID) à Adliya, où elle est maintenue à l'isolement pendant 10 jours, forcée de rester debout pendant des périodes prolongées, soumise à une enquête dans des conditions difficiles et forcée de signer des papiers qu'elle n'est pas autorisée à lire. Elle est également menacée d'agression sexuelle,. Al-Salman est ensuite transférée à la prison militaire d'Al Qurain où elle reste deux mois. Après cela, elle est transférée au centre de détention pour femmes de Madinat 'Isa, et sa famille apprend alors où elle se trouve. Ils n'ont droit qu'à quelques visites, qui se déroulent « sous une surveillance très stricte ».

### Procès
La première audience d'Al-Salman se déroule devant un tribunal militaire spécial le 6 juin. Elle n'est autorisée à consulter un avocat que cinq minutes avant l'audience. Al-Salman, ainsi que le président de la BTA, Mahdi Abu Deeb (en), plaident non coupables d'avoir « incité d'autres personnes à commettre des crimes, appelé à la haine et au renversement du système au pouvoir, tenu des tracts, diffusé des histoires et des informations fabriquées de toutes pièces, quitté volontairement son travail et encouragé les autres à le faire et en participant à des rassemblements illégaux ». Cependant, le juge déclare que « leurs déclarations, enquêtes et informations techniques suffisent à les blâmer ». Leur affaire est reportée au 15 juin. Ils ont deux autres audiences les 22 et 29 juin.
Le lendemain, le ministère du Développement social ordonne la dissolution de la BTA, pour avoir « publié des déclarations et des discours incitant les enseignants et les étudiants » et « appelé à la grève dans les écoles, perturbant les établissements d'enseignement, en plus d'avoir manipulé les élèves ».
Après une grève de la faim de trois semaines avec une autre prisonnière pour protester contre leur détention et leurs mauvais traitements en prison, elles sont libérées sous caution le 21 août, à la suite de la visite de plusieurs enquêteurs de la Commission d'enquête indépendante de Bahreïn (BICI).
Le procès d'Al-Salman devant un tribunal militaire est reporté du 29 août au 25 septembre, date à laquelle elle et Deeb sont reconnus coupables d'« arrêt du processus éducatif, d'incitation à la haine du régime et de diffusion d'informations fabriquées ». Un détective de l'Agence de sécurité nationale déclare qu'al-Salman et Deeb « ont publié des déclarations qui ont conduit à des problèmes dans l'ensemble du secteur éducatif de Bahreïn ».
Al-Salman est condamné à 3 ans et Deeb à 10 ans d'emprisonnement. Leur audience en appel se tient devant un tribunal civil le 12 décembre avant d'être reporté au 19 février 2012, puis de nouveau reporté au 2 avril puis de nouveau au 2 mai.

### Deuxième arrestation
Le 18 octobre, al-Salman est de nouveau arrêtée lors d'un raid effectué avant l'aube. Arrivée à bord de sept véhicules, plus de trente agents de sécurité l'arrêtent. Bien qu'ils aient déclaré exécuter une décision de justice, ils refusent de présenter un mandat d'arrêt. Amnesty International condamne les circonstances de la deuxième arrestation, les qualifiant de tentative d'intimidation et exprime ses « inquiétudes renouvelées quant à sa sécurité en détention ». Le 1er novembre, elle est libérée sous caution.

### Réponses
Les condamnations d'Al-Salman et Deeb suscitent des protestations de la part d'organisations nationales et internationales de défense des droits humains. Amnesty International proteste contre ces condamnations, déclare qu'al-Salman et Deeb semblaient être des prisonniers d'opinion, « ciblés uniquement en raison de leur leadership au sein de la BTA et de l'exercice pacifique de leurs droits à la liberté d'expression » et qualifie les procès d'inéquitables. L'organisation demande leur libération immédiate. En réponse à la deuxième arrestation d'al-Salman, Malcolm Smart d'Amnesty déclare : « Elle ne présente pas de risque sérieux de fuite, mais elle continue à parler de ses propres expériences en détention et du sort des autres, ce qui nous fait craindre que ce soit la raison des mesures prises contre elle ce matin »,. Human Rights Watch cite le cas d'al-Salman parmi les violations de la liberté d'association par le gouvernement bahreïnien. L'Internationale de l'éducation dénonce la dissolution de la BTA et les procès de ses dirigeants devant un tribunal militaire, appelant le gouvernement à respecter « les libertés et droits humains et syndicaux fondamentaux des enseignants ». À la suite de la grève de la faim d'al-Salman, Front Line Defenders exprime ses profondes inquiétudes quant à sa santé et appelle le gouvernement à la libérer sous caution. Le Congrès des syndicats appelle à la libération immédiate d'al-Salman et de Deeb et « demandent des comptes aux personnes responsables de leur arrestation et de leurs éventuels abus ». Le syndicat des enseignants britannique NASUWT publie également une déclaration de soutien à Abu Deeb et al-Salman, condamnant leur traitement comme étant « brutal et inhumain ».
Le Centre de Bahreïn pour les droits de l'homme et le Centre du Golfe pour les droits de l'homme publient une déclaration commune se disant « profondément préoccupés » par cette « condamnation politisée », notant également que le procès de civils par un tribunal militaire constitue une violation de la loi bahreïnienne. Al Wefaq dénonce l'arrestation d'al-Salman à l'aube et exige sa libération immédiate.

### Appel
Le 21 septembre 2012, sa peine est réduite par une cour d'appel à six mois d'emprisonnement.

## Récompenses
Jalila al-Salman reçoit, avec Mahdi Abu Dheeb et le syndicat, le prestigieux Prix international Arthur Svensson pour les droits syndicaux en 2015. Ce prix, décerné par les syndicats norvégiens, est décerné à une personne ou une organisation qui travaille à promouvoir les droits syndicaux et/ou renforcer la syndicalisation dans le monde.
En 2019, elle reçoit le Mary Hatwood Futrell  lors du congrès international de l'Internationale de l'éducation qui récompense les défendeurs des droits humains.